# Marhy
marhy（マリ、1973年5月20日 - ）
は、日本のシンガーソングライター。広島県出身。本名は泉川真理。

## 略歴
2歳から歌と踊り、4歳からエレクトーン、ピアノ、ドラム等を習う。12歳頃からエレクトーンでの作曲賞を始め多くの賞を獲得。2004年10月、実姉であるシンガーソングライターのイズミカワソラと共に姉妹ユニットDAUGHTERを結成。ミニアルバム『DAUGHTER』リリース。2006年8月・2007年2月、marhyとして、シングル『Clover』『CROSS ROAD』（テレビ東京系アニメ「おとぎ銃士 赤ずきん」EDテーマ）リリース。楽曲提供も数多く行う。

## 参加作品
- ポポロクロイス はじまりの冒険　
  - 主題歌「瞳の扉」/ボーカル
- リカちゃん
  - 吹き替えボーカル
- Jamzvillage
  - ライブコーラス
- SUGIZO
  - アルバム『SUGIZO compiles GLOBAL MUSICⅠ』（2002/10/23、DOCR-7001）　#4「コスモス」コーラス
- sona
  - 「waltz」「雨に歌えば」　コーラス・ライブコーラス
- ぼくのなつやすみ3 -北国篇- 小さなボクの大草原（PlayStation 3）
  - 主題歌「ひまわり娘」ボーカル
- Bohemian Jazz Cooking（ヴィレッジ・ヴァンガード限定）
  - QUEENのジャズ・カバー
- DAUGHTER
  - sora & marhy = DAUGHTER feat. the fascinationsアルバム『Rock meets Jazz『aMERICAN SWING』（2008年6月18日、VSCD-9684）

## 楽曲提供

### 歌手
- Sowelu
  - 「Shine」　みずほ銀行『宝くじ・スクラッチ』CMソング　作曲
- sona
  - 「四月」「ココア」　作曲
- 鳳山雅姫
  - 「うたかたの恋人」「泥棒猫」　作曲
- 松たか子
  - 「Welcome Back」　作曲
- YeLLOW Generation
  - 「うたかた」　TBS系ドラマ『ホットマン』挿入歌　作曲
- 奥田美和子
  - 「love you」テレビ東京『いきなり結婚生活』ED曲　作曲・作詞（共作）
  - 「月が好き」「雨の音」「はばたいて鳥は消える」　作曲
- 田村ゆかり
  - 「つぼみのままで」「心の扉」「虹の奇跡」「Primary Tale」「Eternity」「YOURS EVER」　作詞・作曲・編曲
  - 「月のメロディー」　作詞
  - 「追い風」「Sweetest Love」「エアシューター」作詞・作曲
  - 「Jellyfish」作曲
- Ex.Bold
  - 「Story」　作曲・コーラス
- 市川由衣
  - 「Fu Fu Fu Boyfriend」　作曲・コーラス
- 0930
  - 「VIVA青春」　作詞・作曲・編曲
- 五島美佳
  - 「砂時計」　作詞・作曲・編曲
  - 「tokage」「Endeavor」　作曲
- sora
  - 「虹を渡る風のように」　作曲
- 榎本温子
  - 「GoodLuck GoodDay」　作曲
- 川村カオリ
  - 「バタフライ」作曲・作詞（共作）
  - 「Remember」作曲（共作）
- イズミカワソラ
  - 「Lights」（アルバム「11」収録曲）　作曲
- 宮野真守
  - 「エベバデダッゴナカッピョヘーン」作曲
  - 「FOREVER LULLABY」作詞・作曲
  - （以下作詞）
    - 「辻の花」「スーパーノヴァ」「恋されガール」「Now and Forever」
    - 「Can't Ever Let You Go」「Gravity」（文化放送『宮野真守のRADIO SMILE』EDテーマ）
    - 「HOW CLOSE YOU ARE」（テレビアニメ『亜人』EDテーマ）

- アイドルマスター シンデレラガールズ
  - 「お願い!シンデレラ」作詞・コーラス（ソーシャルゲーム『アイドルマスター シンデレラガールズ』公式テーマ曲）
  - 「TOKIMEKIエスカレート」城ヶ崎美嘉（佳村はるか）　作詞
  - 「パステルピンクな恋」（『Cute jewelries! 002』収録）　作詞・コーラス
- アイドルマスター
  - 「ONLY MY NOTE」（PlayStation 3用ゲーム『アイドルマスター ワンフォーオール』テーマソング）　作詞

### アニメ
- 鋼鉄天使くるみ
  - 主題歌「笑顔ください」　作曲・コーラス・コーラスアレンジ
- 極上生徒会
  - 「Only Place」「my friend」　作詞・作曲・編曲
- 神様家族
  - OP曲「Brand New Mornig Come」　編曲
  - ED曲「図書館では教えてくれない天使の秘密」　作曲・編曲
- おとぎ銃士 赤ずきん
  - 「Sympathy」　作曲・編曲
  - ED曲「Clover」　歌・作詞・作曲・編曲
  - ED曲「CROSS ROAD」　歌・作詞・作曲・編曲
- Yes!プリキュア5
  - ED曲「キラキラしちゃってMy True Love!」　作曲・共同編曲
- フレッシュプリキュア!
  - ED曲「You make me happy!」「H@ppy Together!!!」　作曲
- 鋼鉄三国志
  - 「光芒」　作曲・編曲
- ハートキャッチプリキュア!
  - ED曲「ハートキャッチ☆パラダイス」　作曲
- スイートプリキュア♪
  - OP曲「ラ♪ラ♪ラ♪スイートプリキュア♪」　作曲